# Miss Supranacional 2022
Miss Supranacional 2022 fue la 13.ª edición del certamen Miss Supranacional, correspondiente al año 2022; la cual se llevó a cabo el 15 de julio en el Anfiteatro Strzelecki Park de la ciudad de Nowy Sącz, Polonia. Candidatas de 69 países y territorios autónomos compitieron por el título. Al final del evento, Chanique Rabe, Miss Supranacional 2021 de Namibia, coronó a Lalela Mswane, de Sudáfrica, como su sucesora.

## Resultados
| Posiciones                | Candidata |
| ------------------------- | --- |
| Miss Supranacional 2022   | - Sudáfrica - Lalela Mswane |
| Primera Finalista         | - Tailandia - Praewwanich Ruangthong |
| Segunda Finalista         | - Vietnam - Nguyễn Huỳnh Kim Duyên § |
| Tercera Finalista         | - Indonesia - Adinda Cresheilla § |
| Cuarta Finalista          | - Venezuela - Ismelys Velásquez |
| Semifinalistas (Top 12)   | - Colombia - Valentina Espinosa - India - Ritika Khatnani - Kenia - Roleen Mose ∆ - Mauricio - Alexandrine Belle-Etoile - Perú - Almendra Castillo - Polonia - Agata Wdowiak - República Checa - Kristýna Malířová § |
| Cuartofinalistas (Top 24) | - Bolivia - Macarena Castillo - Brasil - Giovanna Reis - Ecuador - Valery Carabalí - Filipinas - Alison Black - Ghana - Gifty Boakye § - Guatemala - María Fernanda Milián - Hong Kong - Kumiko Lau - Jamaica - Carisa Peart - Malasia - Melisha Lin - Namibia - Julita-Kitwe Mbangula - Rumania - Andra Tache - Trinidad y Tobago - Christin Coepiccus |

- ∆ Votada por el público de todo el Mundo vía internet para completar el cuadro de las 12 semifinalistas.
- § Ganadoras de retos entran al cuadro de las 24 cuartofinalistas.

### Reinas Continentales
| Continente | Candidata                             |
| ---------- | ------------------------------------- |
| África     | - Mauricio - Alexandrine Belle-Etoile |
| América    | - Colombia - Valentina Espinosa       |
| Asia       | - India - Ritika Khatnani             |
| Caribe     | - Jamaica - Carisa Peart              |
| Europa     | - Polonia - Agata Wdowiak             |

## Premios Especiales
| Título               | Candidata                                                          |
| -------------------- | ------------------------------------------------------------------ |
| Miss Elegancia       | - Turquía - Şira Sahilli                                           |
| Supra Chat           | - Indonesia - Adinda Cresheilla - Vietnam - Nguyễn Huỳnh Kim Duyên |
| Supra Influencer     | - Ghana - Gifty Boakye                                             |
| Supra Fan-Vote       | - Kenia - Roleen Mose                                              |
| Miss Supramodel      | - República Checa - Kristýna Malířová                              |
| Miss Fotogénica      | - India - Ritika Khatnani                                          |
| Miss Talento         | - Filipinas - Alison Black                                         |
| Miss Simpatía        | - Canadá - Jessica Bailey                                          |
| Mejor Traje Nacional | - Perú - Almendra Castillo                                         |

## Retos

### Supra Chat
- Avanza a la ronda 2 del desafío Supra Chat.

| Grupo | País 1     | País 2          | País 3         | País 4     | País 5      | País 6       | País 7          | País 8               |
| ----- | ---------- | --------------- | -------------- | ---------- | ----------- | ------------ | --------------- | -------------------- |
| 1     | Eslovaquia | Grecia          | India          | Lesoto     | Nigeria     | Polonia      | Portugal        | Rumania              |
| 2     | Bolivia    | Canadá          | Colombia       | Costa Rica | Guatemala   | Islandia     | México          | República Dominicana |
| 3     | Bélgica    | Costa de Marfil | Ghana          | Mauricio   | Namibia     | Sudáfrica    | Togo            | Turquía              |
| 4     | Curazao    | Ecuador         | Estados Unidos | Haití      | Jamaica     | Kenia        | Panamá          | Trinidad y Tobago    |
| 5     | Camboya    | Corea del Sur   | Hong Kong      | Japón      | Kazajistán  | Kirguistán   | Laos            | Vietnam              |
| 6     | Alemania   | Dinamarca       | España         | Finlandia  | Malasia     | Países Bajos | República Checa | Zambia               |
| 7     | Filipinas  | Francia         | Indonesia      | Irlanda    | Nepal       | Singapur     | Tailandia       | Zimbabue             |
| 8     | Argentina  | Brasil          | Chile          | China      | El Salvador | Paraguay     | Perú            | Puerto Rico          |
| 9     | Croacia    | Cuba            | Inglaterra     | Malasia    | Ucrania     | Uruguay      | Venezuela       |                      |

### Ronda 2
- Avanza a la tercera ronda del desafío Supra Chat.[1]

| País | Semifinal 1     | Semifinal 2  |
| ---- | --------------- | ------------ |
| 1    | Bolivia         | Lesoto       |
| 2    | Canadá          | Malasia      |
| 3    | China           | Namibia      |
| 4    | Costa de Marfil | Nepal        |
| 5    | Haití           | Países Bajos |
| 6    | Hong Kong       | Perú         |
| 7    | India           | Venezuela    |
| 8    | Indonesia       | Vietnam      |
| 9    | Jamaica         | Zambia       |

### Ronda 3
- Avanza al top 24 en la noche final de Miss Supranacional.[1]

| País | Final 1   | Final 2      |
| ---- | --------- | ------------ |
| 1    | Bolivia   | Malasia      |
| 2    | China     | Namibia      |
| 3    | Haití     | Países Bajos |
| 4    | Hong Kong | Vietnam      |
| 5    | Indonesia | Zambia       |

### Talento
| Resultados | Candidatas |
| ---------- | --- |
| Ganadora   | - Filipinas - Alison Black |
| Top 3      | - India - Ritika Khatnani - Japón - Rina Okada |
| Top 6      | - Indonesia - Adinda Cresheilla - Jamaica - Carisa Peart - México - Regina González |
| Top 28     | - Chile - Constanza Araos - Corea del Sur - Che-ryun Song - Dinamarca - Johanne Hansen - España - Ana Karla Ramírez - Francia - Valentine Le Corre - Grecia - Eliza Sophia - Kazajistán - Aigerim Baitore - Kirguistán - Shirin Alaychieva - Laos - Narathip Siripaphanh - Lesoto - Boitumelo Sehlotho - Malasia - Melisha Lin - Malta - Nicole Vella - Nepal - Keshu Khadka - Portugal - Ana Rita Aguiar - Puerto Rico - Ariette Banchs - República Checa – Kristýna Malířová - Rumania - Andra Tache - Sudáfrica - Lalela Mswane - Tailandia - Praewwanich Ruangthong - Trinidad y Tobago - Christin Coeppicus - Uruguay - Ximena Bertinat - Zimbabue - Kimberly Tatenta |

### Miss Supramodel
| Resultados | Candidatas |
| ---------- | --- |
| Ganadora   | - República Checa - Kristýna Malířová |
| Top 5      | - Colombia - Valentina Espinosa - Jamaica - Carisa Peart - Mauricio - Alexandrine Belle-Etoile - Vietnam - Nguyễn Huỳnh Kim Duyên                                 |
| Top 11     | - Haití - Lynn St-germain - India - Ritika Khatnani - Indonesia - Adinda Cresheilla - Panamá - Cecilia Medina - Rumania - Andra Tache - Sudáfrica - Lalela Mswane |

| Título                  | Candidata                             |
| ----------------------- | ------------------------------------- |
| Miss Supramodel África  | - Mauricio - Alexandrine Belle-Etoile |
| Miss Supramodel América | - Colombia - Valentina Espinosa       |
| Miss Supramodel Asia    | - Vietnam - Nguyễn Huỳnh Kim Duyên    |
| Miss Supramodel Caribe  | - Jamaica - Carisa Peart              |
| Miss Supramodel Europa  | - República Checa - Kristýna Malířová |

### Supra Influencer
| Resultados | Candidatas |
| ---------- | --- |
| Ganadora   | - Ghana - Gifty Boakye |
| Top 10     | - Alemania - Jasmine Selberg - Ecuador - Valery Carabalí - Finlandia - Jana Boricheva - Francia - Valentine Le Corre - India - Ritika Khatnani - Malasia - Melisha Lin - Malta - Nicole Vella - Namibia - Julita-Kitwe Mbangula - Singapur - Jiayi Sin |
| Top 15     | - Dinamarca - Johanne Hansen - Eslovaquia - Jana Vozárová - Países Bajos - Serena Darder - Filipinas - Alison Black - Portugal - Ana Rita Aguiar |
| Top 22     | - Curazao - Risandra Simon - Haití - Lynn St-germain - Lesoto - Boitumelo Sehlotho - Perú - Almendra Castillo - Rumania - Andra Tache - Sudáfrica - Lalela Mswane - Uruguay - Ximena Bertinat |
| Top 42     | - Bélgica - Thanaree Scheerlinck - Canadá - Jessica Bailey - Colombia - Valentina Espinosa - Costa de Marfil - Cadic N'guessan - El Salvador - Jennifer Figueroa - España - Ana Karla Ramírez - Estados Unidos - Sofia Acosta - Grecia - Eliza Sophia - Indonesia - Adinda Cresheilla - Irlanda - Shannon McCullagh - Jamaica - Carisa Peart - Japón - Rina Okada - Laos - Narathip Siripaphanh - México - Regina González - Polonia - Agata Wdowiak - Puerto Rico - Ariette Banchs - República Checa - Kristýna Malířová - República Dominicana - Emely Ruíz - Trinidad y Tobago - Christin Coepiccus - Zambia - Savena Mushinge |

### Miss Elegancia
| Resultados | Candidatas |
| ---------- | --- |
| Ganadora   | - Turquía - Şira Sahilli |
| 2° lugar   | - Argentina - Maira Acst |
| 3° lugar   | - Tailandia - Praewwanich Ruangthong |
| Top 15     | - Brasil - Giovanna Reis - Ecuador - Valery Carabalí - España - Ana Karla Ramírez - Guatemala - María Fernanda Milián - Indonesia - Adinda Cresheilla - Japón - Rina Okada - Kazajistán - Aigerim Baitore - Laos - Narathip Siripaphanh - Nigeria - Adaeze Chineme - Panamá - Cecilia Medina - Trinidad y Tobago - Christin Coepiccus - Ucrania - Diana Mironenko |

## Candidatas
69 candidatas compitieron por el título:
(En la tabla se utiliza su nombre completo, los sobrenombres van entrecomillados y los apellidos utilizados como nombre artístico, entre paréntesis; fuera de ella se utilizan sus nombres «artísticos» o simplificados).
| País/Territorio      | Candidata                                 | Edad | Residencia          |
| -------------------- | ----------------------------------------- | ---- | ------------------- |
| Alemania             | Jasmin Selberg                            | 22   | Dortmund            |
| Argentina            | Maira Selene Acst                         | 24   | Corrientes          |
| Bélgica              | Thanaree Scheerlinck                      | 26   | Wemmel              |
| Bolivia              | Macarena Manuela Castillo Bernal          | 24   | Tupiza              |
| Brasil               | Giovanna Reis                             | 21   | Cascavel            |
| Camboya              | Leakena Sambor Khmao Sraem                | 20   | Nom Pen             |
| Canadá               | Jessica Bailey                            | 24   | Ciudad de Langley   |
| Chile                | Constanza Belén Araos Alcayaga            | 24   | Vicuña              |
| China                | Sophia Florence Su Cia-Fang               | 27   | Harbin              |
| Colombia             | Valentina Espinosa Guzmán                 | 23   | Cartagena de Indias |
| Corea del Sur        | Che-ryun Song                             | 20   | Seúl                |
| Costa de Marfil      | Cadic N'guessan                           | 22   | Abiyán              |
| Costa Rica           | Natalia González Solorzano                | 22   | San José            |
| Cuba                 | Liz Lauren Rodríguez                      | 18   | Camagüey            |
| Curazao              | Risandra Simon                            | 24   | Willemstad          |
| Dinamarca            | Johanne Grundt Højgård Hansen             | 20   | Fensmark            |
| Ecuador              | Valery Romina Carabalí Medina             | 23   | Guayaquil           |
| El Salvador          | Jennifer Paola Figueroa Flores            | 21   | Santa Ana           |
| Eslovaquia           | Jana Vozárová                             | 21   | Púchov              |
| España               | Ana Karla Ramírez                         | 25   | Málaga              |
| Estados Unidos       | Sofia Acosta                              | 26   | Miami               |
| Filipinas            | Danielle Alison Black                     | 23   | Las Piñas           |
| Finlandia            | Jana Grebenko Boricheva                   | 20   | Janakkala           |
| Francia              | Valentine Le Corre                        | 21   | Morbihan            |
| Ghana                | Gifty Ewura Abena Boakye                  | 29   | Akwatia             |
| Grecia               | Eliza Sophia Mpitsia                      | 20   | Atenas              |
| Guatemala            | María Fernanda Milián Siliezar            | 25   | Cobán               |
| Haití                | Lynn Rubiane St-germain                   | 28   | Puerto Príncipe     |
| Hong Kong            | Wing Mei Kumiko Lau                       | 28   | Tai Po              |
| India                | Ritika Khatnani                           | 20   | Pune                |
| Indonesia            | Adinda Cresheilla                         | 25   | Surabaya            |
| Inglaterra           | Kate Marie McDonnell                      | 28   | Coventry            |
| Irlanda              | Shannon McCullagh                         | 25   | Belfast             |
| Islandia             | Íris Freyja Salguero Kristínardóttir      | 23   | Mosfellsbær         |
| Jamaica              | Carisa Peart                              | 27   | Saint Ann's Bay     |
| Japón                | Rina Okada                                | 27   | Sapporo             |
| Kazajistán           | Aigerim Baitore                           | 24   | Almatý              |
| Kenia                | Roleen Shareh Mose                        | 19   | Nairobi             |
| Kirguistán           | Shirin Alaychieva                         | 18   | Osh                 |
| Laos                 | Narathip Siripaphan                       | 24   | Vientián            |
| Lesoto               | Boitumelo Sehlotho                        | 20   | Maseru              |
| Malasia              | Melisha Lin                               | 24   | Kuala Lumpur        |
| Malta                | Nicole Vella Scerri                       | 22   | Rabat               |
| Mauricio             | Alexandrine Belle-Etoile                  | 25   | Curepipe            |
| México               | Regina González Salman                    | 20   | Zapopan             |
| Namibia              | Julita-Kitwe Mbangula                     | 26   | Okatana             |
| Nepal                | Keshu Khadka                              | 28   | Patan               |
| Nigeria              | Adaeze Chineme                            | 26   | Umuahia             |
| Países Bajos         | Serena Darder Aguilar                     | 22   | Badhoevedorp        |
| Panamá               | Cecilia Del Carmen Medina                 | 26   | Ciudad de Panamá    |
| Paraguay             | Violeta Van Humbeck                       | 28   | Ciudad del Este     |
| Perú                 | Almendra Castillo O'Brien                 | 27   | Callao              |
| Polonia              | Agata Wdowiak                             | 25   | Lodz                |
| Portugal             | Ana Rita Aguiar                           | 25   | Vale de Cambra      |
| Puerto Rico          | Ariette Nathalia Banchs Colon             | 23   | Ponce               |
| República Checa      | Kristýna Malířová                         | 23   | Čížkovice           |
| República Dominicana | Emely Altagracia Ruiz Acosta              | 29   | Mao                 |
| Rumania              | Andra Tache                               | 18   | Brașov              |
| Singapur             | Jiayi Sin                                 | 23   | Toa Payoh           |
| Sudáfrica            | Lalela Mswane                             | 25   | Richards Bay        |
| Tailandia            | Praewwanich Ruangthong                    | 29   | Chumphon            |
| Trinidad y Tobago    | Christin Coepiccus                        | 24   | Princes Town        |
| Turquía              | Şira Sahilli                              | 22   | Estambul            |
| Ucrania              | Diana Mironenko                           | 28   | Odesa               |
| Uruguay              | Ximena Cecilia Bertinat Ayala             | 27   | Colonia Valdense    |
| Venezuela            | Ismelys Milagros Del Valle Velásquez Lugo | 22   | La Guaira           |
| Vietnam              | Nguyễn Huỳnh Kim Duyên                    | 26   | Cần Thơ             |
| Zambia               | Savena Mushinge                           | 25   | Lusaka              |
| Zimbabue             | Kimberly Tatenta Mayoyo                   | 24   | Masvingo            |

### Candidatas retiradas
- Botsuana - Nthabiseng Lebethe
- Croacia - Miriam Jadric
- Ruanda - Charlotte Umulisa
- Surinam - I-Raisa Belfor
- Togo - Mathilde Sélom Abra Honyiglo
- Uganda - Sharon Lillian Namaganda

### Candidatas reemplazadas
- Alemania - Sabrina-Merlina Binder fue reemplazada por Jasmin Selberg.
- Bélgica - Daphne de Wilde fue reemplazada por Thanaree Scheerlinck.
- Ghana - Sandrine Yaa Kaboré fue reemplazada por Gifty Ewura Abena Boakye.
- Guatemala - Mayra Jansodin Zúñiga Álvarez fue reemplazada por María Fernanda Milián Siliezar.
- Mauricio - Anne Murielle Ravina fue reemplazada por Alexandrine Belle-Étoile.
- Perú - Yely Margoth Rivera Kroll fue reemplazada por Almendra Castillo O'Brien.
- República Dominicana - Eva Azcona fue reemplazada por Emely Altagracia Ruiz Acosta.

## Sobre los países en Miss Supranacional 2022

### Naciones debutantes
- Camboya
- Kirguistán
- Lesoto

### Naciones que regresan a la competencia
Compitió por última vez en 2012:
- Cuba

Compitió por última vez en 2013:
- Uruguay

Compitieron por última vez en 2015:
- Curazao
- Hong Kong

Compitieron por última vez en 2017:
- Kazajistán
- Zimbabue

Compitieron por última vez en 2018:
- Dinamarca
- Malasia

Compitieron por última vez en 2019:
- Argentina
- Costa de Marfil
- Costa Rica
- Guatemala
- Laos
- Mauricio
- Singapur
- Turquía
- Ucrania
- Vietnam
- Zambia

### Naciones que se retiran de la competencia
- Albania
- Bahamas
- Guadalupe
- Guyana
- Noruega
- Ruanda
- Rusia[2]
- Sierra Leona
- Sudán del Sur
- Suecia
- Surinam